# حاجی‌یوسف‌لو علیا

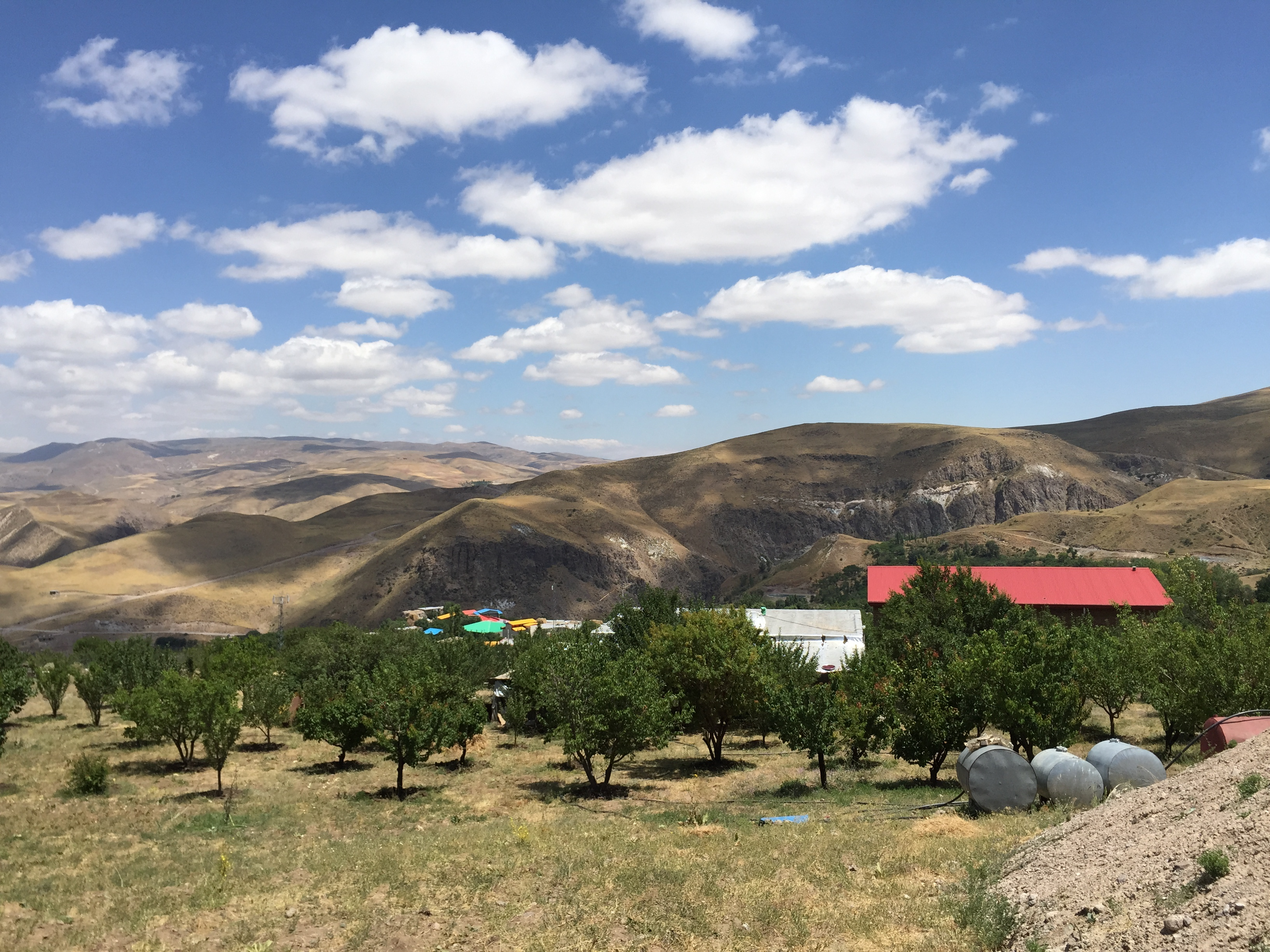
منظره ای از بالاترین منطقه مسکونی روستای حاج یوسفلو علیا

حاجی‌یوسف‌لو علیا یکی از روستاهای استان آذربایجان شرقی است که در دهستان گرمه شمالی بخش کندوان شهرستان میانه واقع شده‌است.